# Сількеборг (муніципалітет)
Сількеборг (дан. Silkeborg) — муніципалітет у регіоні Центральна Ютландія королівства Данія. Площа — 850.5 квадратних кілометрів. Адміністративний центр муніципалітету — місто Сількеборг.

## Населення
У 2012 році населення муніципалітету становило 89 328 осіб.